# كاستلنوفو بورميدا
كاستلنوفو بورميدا (بالإيطالية: Castelnuovo Bormida)‏ هي بلدية في مقاطعة ألساندريا في إقليم بييمونتي في إيطاليا.

## السكان
في سنة 1861 بلغ عدد السكان 1٬644 نسمة، وتطور العدد ليصل في سنة 2011 لـ 680 نسمة.
يظهر هذا المخطط البياني تطور النمو السكاني لـ كاستلنوفو بورميدا